# باتريك ماغواير
باتريك ماغواير (بالإنجليزية: Patrick McGuire)‏ (29 يوليو 1987 في المملكة المتحدة - ) هو لاعب كرة قدم بريطاني في مركز الوسط. لعب مع برادفورد سيتي وBuxton F.C. ‏ وفريكلي أثلتيك ‏ وأوست تاون ‏ وWakefield F.C. ‏ وFarsley Celtic F.C. ‏ ونادي جيزيلي ‏ وStockport Sports F.C. ‏ وGlapwell F.C. ‏.

## وصلات خارجية
- باتريك ماغواير على موقع قاعدة بيانات كرة القدم.إي يو (الإنجليزية)
- باتريك ماغواير على موقع Soccerbase.com (لاعب) (الإنجليزية)